# 大阪管区気象台
大阪管区気象台（おおさかかんくきしょうだい）は、大阪府大阪市中央区大手前4丁目1-76の大阪合同庁舎第4号館内（15 - 17階）にある管区気象台。

## 概要
大阪管区（近畿2府4県および山口県を除く中国・四国地方）を管轄し、気象情報の発表や各観測を行っている。また、東京都港区虎ノ門にある気象庁が何らかの理由により緊急地震速報を発表できなくなった場合、大阪管区気象台が発表する。
1968年8月に上町台地の北部へ移転。所在地の標高23mは大阪市域において例外的に高い場所となる。なお、1993年2月の現在地への移転は西隣の建物への移転に過ぎず、露場の場所は大阪合同庁舎第2号館の東のまま変わっていない。

## 沿革
参考：大阪管区気象台公式サイト。
- 1882年（明治15年）7月1日 - 北区堂島浜通3丁目（現・大阪市福島区福島1丁目）、梅田橋南詰に大阪府が大阪測候所を設置[注釈 1]。
- 1884年（明治17年）8月31日 - 西区江之子島上之町（現・大阪市西区江之子島2丁目）、大阪府警察本署内に移転[注釈 2]。
- 1888年（明治21年）4月1日 - 府立大阪一等測候所と改称。
- 1890年（明治23年）10月1日 - 大阪市北区堂島浜通2丁目（現・堂島3丁目）に移転[注釈 3]。
- 1910年（明治43年）9月1日 - 大阪市西区一条通2丁目（現・港区築港4丁目）に移転[注釈 4]。
- 1919年（大正8年）5月15日 - 府立大阪測候所と改称。
- 1930年（昭和5年）8月25日 - 大阪市港区鶴浜通2丁目（現・大正区鶴町3丁目）に文部省が中央気象台大阪支台を設置。
- 1933年（昭和8年）7月1日 - 府立大阪測候所が大阪市東成区勝山通9丁目（現・生野区勝山南3丁目）に移転[注釈 5]。
- 1934年（昭和9年）9月21日 - 室戸台風襲来。中央気象台大阪支台の庁舎が流失。府立大阪測候所の無線鉄塔3基が倒壊。
- 1936年（昭和11年）2月4日 - 中央気象台大阪支台が府立大阪測候所敷地内に移転。
- 1938年（昭和13年）7月14日 - 中央気象台大阪支台に業務を引き継ぎ、府立大阪測候所を廃止。
- 1939年（昭和14年）11月1日 - 中央気象台大阪支台が大阪管区気象台と改称。
- 1954年（昭和29年）9月15日 - 大阪管区気象台敷地内に日本初の現業用気象レーダーを設置。
- 1968年（昭和43年）
  - 3月31日 - 八尾市服部川の高安山に気象レーダーを設置。
  - 7月1日 - 高安山気象レーダー運用開始。大阪管区気象台敷地内の気象レーダーを廃止。
  - 8月1日 - 大阪市東区法円坂町（現・中央区大手前4丁目）、大阪合同庁舎第2号館に移転。
- 1993年（平成5年）2月1日 - 大阪市中央区大手前4丁目、大阪合同庁舎第4号館に移転。

## 管内の気象台・測候所 （気象官署）
|                        |                        |                          |                              | 所在地             | 備考 |
| ---------------------- | ---------------------- | ------------------------ | ---------------------------- | ------------------ | ---- |
| 大阪管区気象台         |                        |                          |                              |                    |      |
|                        | 近畿地方予報区         | 彦根地方気象台           | 彦根地方気象台               |                    |      |
| 京都地方気象台         | 近畿地方予報区         |                          |                              |                    |      |
|                        | 近畿地方予報区         | 舞鶴特別地域気象観測所   | 舞鶴市字下福井               |                    |      |
| 神戸地方気象台         | 近畿地方予報区         |                          |                              |                    |      |
|                        | 近畿地方予報区         | 豊岡特別地域気象観測所   | 豊岡市桜町                   |                    |      |
| 姫路特別地域気象観測所 | 近畿地方予報区         | 姫路市神子岡前           |                              |                    |      |
| 洲本特別地域気象観測所 | 近畿地方予報区         | 洲本市木戸               |                              |                    |      |
| 奈良地方気象台         | 近畿地方予報区         |                          |                              |                    |      |
| 和歌山地方気象台       | 近畿地方予報区         |                          |                              |                    |      |
|                        | 近畿地方予報区         | 潮岬特別地域気象観測所   | 東牟婁郡串本町潮岬           |                    |      |
| 中国地方予報区         | 広島地方気象台         | 広島地方気象台           |                              |                    |      |
| 中国地方予報区         |                        | 呉特別地域気象観測所     | 呉市宝町                     |                    |      |
| 中国地方予報区         | 福山特別地域気象観測所 | 福山市松永町             |                              |                    |      |
| 中国地方予報区         | 岡山地方気象台         |                          |                              |                    |      |
| 中国地方予報区         |                        | 津山特別地域気象観測所   | 津山市林田                   |                    |      |
| 中国地方予報区         | 松江地方気象台         |                          |                              |                    |      |
| 中国地方予報区         |                        | 西郷特別地域気象観測所   | 隠岐郡隠岐の島町西町大城ノ一 |                    |      |
| 中国地方予報区         | 浜田特別地域気象観測所 | 浜田市大辻町             |                              |                    |      |
| 中国地方予報区         | 鳥取地方気象台         |                          |                              |                    |      |
| 中国地方予報区         |                        | 境特別地域気象観測所     | 境港市東本町                 |                    |      |
| 中国地方予報区         | 米子特別地域気象観測所 | 米子市博労町             |                              |                    |      |
| 四国地方予報区         | 高松地方気象台         | 高松地方気象台           |                              |                    |      |
| 四国地方予報区         |                        | 多度津特別地域気象観測所 | 仲多度郡多度津町家中         |                    |      |
| 四国地方予報区         | 徳島地方気象台         |                          |                              |                    |      |
| 四国地方予報区         | 松山地方気象台         |                          |                              |                    |      |
| 四国地方予報区         |                        | 宇和島特別地域気象観測所 | 宇和島市住吉町               |                    |      |
| 四国地方予報区         | 高知地方気象台         |                          |                              |                    |      |
| 四国地方予報区         |                        | 室戸岬特別地域気象観測所 | 室戸市室戸岬町               |                    |      |
| 四国地方予報区         | 宿毛特別地域気象観測所 | 宿毛市片島               |                              |                    |      |
| 四国地方予報区         | 清水特別地域気象観測所 | 土佐清水市足摺岬         |                              |                    |      |
| 関西航空地方気象台     | 関西航空地方気象台     | 関西航空地方気象台       |                              | 美保空港気象連絡室 |      |
| 関西航空地方気象台     | 関西航空地方気象台     | 関西航空地方気象台       | 徳島空港気象連絡室           |                    |      |
|                        |                        | 大阪航空気象観測所       | 豊中市螢池西町               |                    |      |
| 八尾航空気象観測所     | 八尾市空港             |                          |                              |                    |      |
| 神戸航空気象観測所     | 神戸市中央区神戸空港   |                          |                              |                    |      |
| 南紀白浜航空気象観測所 | 西牟婁郡白浜町         |                          |                              |                    |      |
| 岡山航空気象観測所     | 岡山市北区日応寺       |                          |                              |                    |      |
| 広島航空気象観測所     | 三原市本郷町善入寺平岩 |                          |                              |                    |      |
| 隠岐航空気象観測所     | 隠岐航空気象観測所     |                          |                              |                    |      |
| 出雲航空気象観測所     | 出雲市斐川町沖洲       |                          |                              |                    |      |
| 石見航空気象観測所     | 益田市内田町           |                          |                              |                    |      |
| 鳥取航空気象観測所     | 鳥取市湖山町西         |                          |                              |                    |      |
| 高松航空気象観測所     | 高松市香南町由佐       |                          |                              |                    |      |
| 松山航空気象観測所     | 松山市南吉田町         |                          |                              |                    |      |
| 高知航空気象観測所     | 南国市物部国有         |                          |                              |                    |      |

## 管内地方気象台

### 近畿地方予報区
- 彦根地方気象台
- 京都地方気象台
- 神戸地方気象台
- 奈良地方気象台
- 和歌山地方気象台
- 関西航空地方気象台